# Анабел 3
„Анабел 3“ (на английски: Annabelle) е американски свръхествен филм на ужасите от 2019 г., написан и режисиран от Гари Добърман (в режисьорския си дебют), по сюжета на Добърман и Джеймс Уан, който също е продуцент със Питър Сафран. Служи като продължение на „Анабел“ (2014) и „Анабел 2: Сътворение“ (2017), и като седми филм от поредицата „Заклинанието“. Във филма участват Маккена Грейс, Мадисън Айсман и Кейти Сарифе, заедно с Вера Фармига и Патрик Уилсън, които повтарят ролите си на Ед и Лорейн Уорън.
Филмът е пуснат по кината в Съединените щати на 26 юни 2019 г. от „Уорнър Брос Пикчърс“ и „Ню Лайн Синема“.